# Robert Walden
Pour les articles homonymes, voir Walden.
Robert Walden (né le 25 septembre 1943 à New York) est un acteur américain. 

## Filmographie  partielle

### Cinéma
- 1970 : Bloody Mama de Roger Corman : Fred Barker
- 1970 : Escapade à New York de Arthur Hiller : le second voleur
- 1970 : The Sidelong Glances of a Pigeon Kicker  de John Dexter  : Winslow Smith
- 1970 : A Run for the Money de Robert Canton et John Horvath  : Murdock
- 1971 : L'Hôpital de Arthur Hiller : Dr. Brubaker
- 1972 : Rage de George C. Scott : Dr. Tom Janeway
- 1974 : Our time de Peter Hyams : Frank
- 1975 : Little Boy Blue de Beth Brickell
- 1976 : Les Hommes du président de Alan J. Pakula : Donald Segretti
- 1977 : Audrey Rose de Robert Wise : Brice Mack
- 1977 : Capricorn One de Peter Hyams : Elliot Whitter
- 1978 : Le Rayon bleu de Jeff Lieberman : David Blume
- 1994 : Radioland Murders de Mel Smith : Tommy
- 1997 : In Dark Places de James C.E. Burke : Diller
- 1999 : Desert Thunder de Jim Wynorski : Gen. Tom Brockton
- 1999 : Kiss of a Stranger de Sam Irvin : Stephen Block
- 2001 : Fluffer de Richard Glatzer et Wash Westmoreland : Herman Lasky
- 2005 : Time of Fear de Alan Swyer : Sheriff Joe Calabro
- 2005 : Whiskey School de Peter Masterson : Alex Cavanaugh
- 2007 : Mattie Fresno and the Holoflux Universe de Phil Gallo : Dr. Kubelkoff
- 2013 : Surviving in L.A. de Abbi Lake O'Neill : Walter

### Télévision
- 1973 : Kojak (Série télévisée): L'affaire Marcus-Nelson (Pilote de la série): Maurice Fisher
- 1973 : Columbo (série télévisée) : Quand le vin est tiré : Billy Fine
- 1974 : The Great Ice Rip-Off : Checker
- 1975 : The Kansas City Massacre : Adam Richette
- 1976 : 200 dollars plus les frais (série télévisée) : Le Médium (The Oracle Wore a Cashmere Suit)  (saison 3 épisode 2) : Barry Silverstein
- 1977 : Lou Grant (série télévisée) :  Joe Rossi (1977-1982)
- 2005 : New York, unité spéciale (saison 7, épisode 1) : William Dorsey